# Шереметев, Алексей Васильевич
Алексе́й Васи́льевич Шереме́тев (1-й) (1800—1857) — член «Союза Благоденствия», участник подготовки восстания декабристов в Москве в декабре 1825 года.

## Биография
Родился 8 (19) февраля 1800 года; был старшим из трёх детей Василия Петровича Шереметева (1765—1808, из нетитулованной ветви Шереметевых) и Надежды Николаевны, урождённой Тютчевой (1775—1850). В семье были ещё две дочери: Пелагея (1802—1871), жена М. Н. Муравьёва-Виленского) и Анастасия (1807—1849), жена декабриста И. Д. Якушкина).
По линии отца он был праправнуком боярина Фёдора Петровича Шереметева и генерал-фельдмаршала графа Бориса Петровича Шереметева. По линии матери — племянник игуменьи Евгении и двоюродный брат поэта Фёдора Ивановича Тютчева.
В возрасте восьми лет лишился отца, трагически погибшего от несчастного случая. Образование получил домашнее, его учителем был Семён Егорович Раич, обучавший и его кузена, Фёдора Тютчева. С начала 1816 года Надежда Николаевна Шереметева с детьми поселилась в доме Тютчевых в Армянском переулке; переезд в Москву был связан с поступлением Алексея в Училище колонновожатых.

### Военная служба
- 18 июля 1816 года поступил на службу колонновожатым в свиту по квартирмейстерской части; вместе с кузеном Николаем Тютчевым учился в Московском училище для колонновожатых, из которого 26 ноября 1817 года был выпущен прапорщиком;
- 11 февраля 1819 переведён в лейб-гвардии Конную артиллерию;
- с 25 декабря 1821 — подпоручик, с 29 августа 1822 — штабс-капитан с назначением адъютантом к командиру 5 пехотного корпуса генерала от инфантерии графу Петру Александровичу Толстому;
- 4 сентября 1823 года переведён в лейб-гвардии Драгунский полк с оставлением в прежней должности;

### Союз Благоденствия
Алексей Шереметев был членом «Союза Благоденствия». Во время восстания декабристов находился в Москве. И.Д Якушкин в своих «Заметках» писал:

Алексей Шереметев возвратился домой поздно ночью и сообщил мне полученные известия об отречении цесаревича и что на место его взойдёт Николай Павлович; потом он рассказал мне, что Семёнов получил письмо от 12-го, в котором Пущин писал к нему, что они в Петербурге решили сами не присягать и не допустить гвардейские полки до присяги; вместе с тем Пущин предлагал членам, находившимся тогда в Москве, содействовать петербургским членам, насколько это будет для них возможным.
Этой же ночью они отправились сначала к Фонвизину, а затем полковнику Митькову, чтобы разработать план действий. По предложению Якушкина, Фонвизин в генеральском мундире должен был поднять войска, расположенные в Хамовнических казармах. Митьков и Якушкин собирались уговорить начальника штаба 5-го корпуса полковника В. И. Гурко присоединиться к восставшим и арестовать корпусного командира П. А. Толстого, московского губернатора Д. В. Голицына и других представителей власти. Алексей Васильевич как адъютант Толстого должен был ехать к полкам, расквартированным в окрестностях Москвы, и приказать им именем корпусного командира идти в столицу.

На походе Шереметев, полковник Нарышкин и несколько офицеров, служивших в старом Семёновском полку, должны были приготовить войска к восстанию, и можно было надеяться, что, пришедши в Москву, они присоединились бы к войскам уже восставшим.
Заседание, длившееся до четырёх часов пополуночи, не дало результатов. Собеседники решили, «что мы четверо не имеем никакого права приступить к такому важному предприятию». На следующий день декабристы должны были собраться вновь и пригласить на это совещание Михаила Орлова. Но 16 декабря стало известно, что восстание в Петербурге подавлено, большинство декабристов арестовано, а Москва присягнула новому императору.

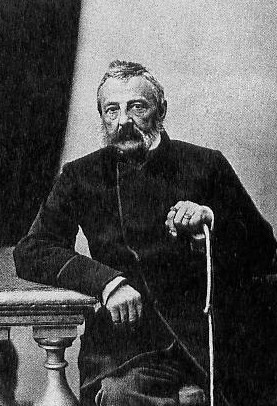
А. В. Шереметев. 1850-е гг.

### После восстания декабристов
К суду не привлекался. По показаниям Якушкина, «Шереметев принадлежал к числу членов Союза Благоденствия, но отстал и не участвовал в тайных обществах, возникших с 1821 года». Высочайше повелено было оставить без внимания.
По прошению 2 декабря 1827 года был уволен в отставку штабс-капитаном.
После отставки проживал в своём имении, занимаясь хозяйственными делами. В 1827 году служил по избранию дворянства Рузского уезда, с 1839 по 1843 года посредником полюбовного межевания. 
Скончался 21 октября (2 ноября) 1857 года в своём имении, селе Покровском, где жил безвыездно с 1850 года, после кончины матери. Похоронен в селе Покровском-Шереметьеве Рузского уезда Московской губернии.

## Семья

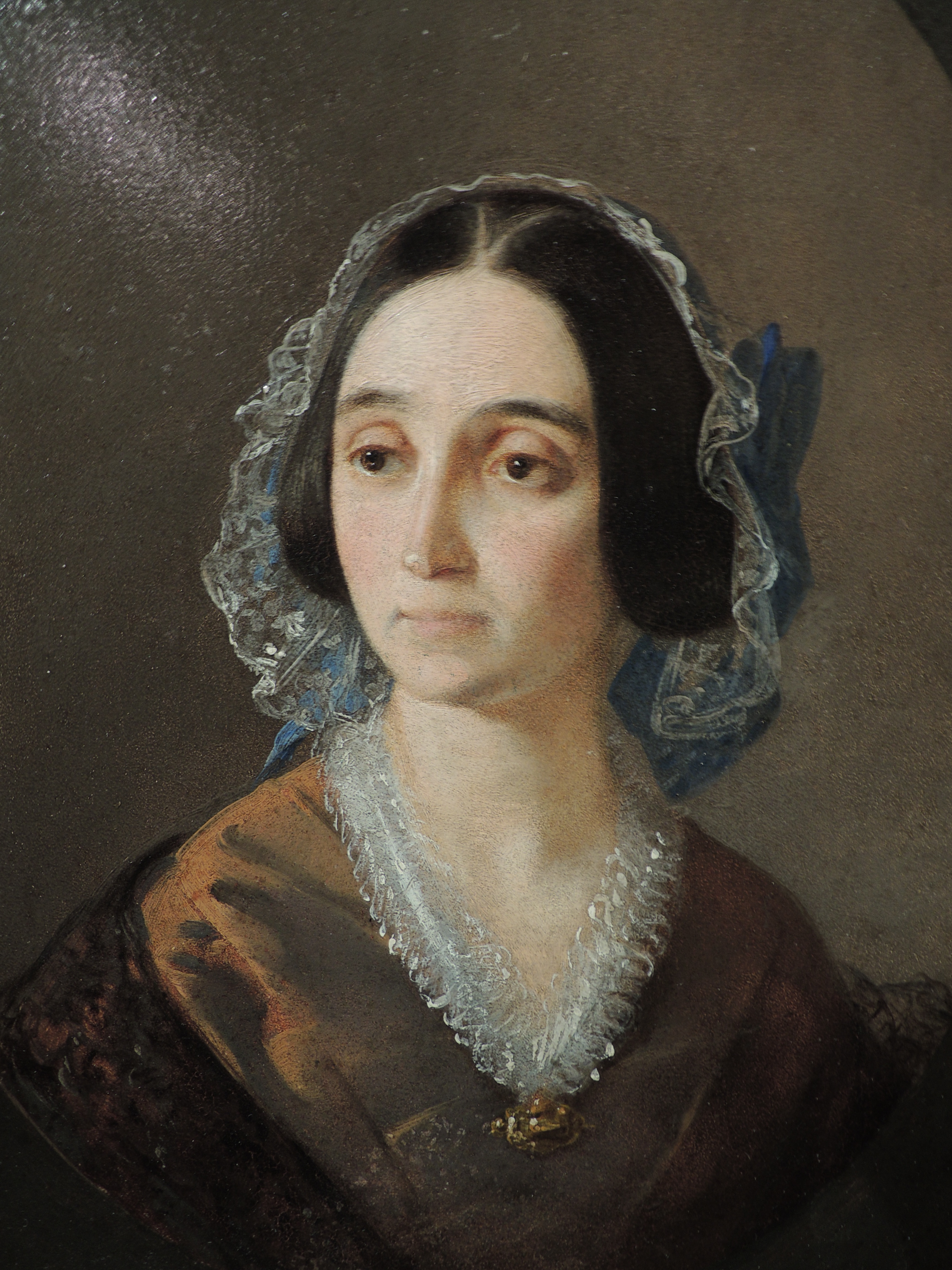
Екатерина Сергеевна, жена

Алексей Васильевич женился в 1831 году на своей троюродной сестре Екатерине Сергеевне Шереметевой (17.12.1813—07.05.1890), дочери Сергея Васильевича Шереметева (1786—1834) и Варвары Петровны Алмазовой (1786—1857). Её старшая сестра Анна Сергеевна была супругой графа Дмитрия Николаевича Шереметева. По воспоминаниям её внука В. В. Мусина-Пушкина, была «женщиной необыкновенной, проведя всю молодость в деревне или в семейном кругу в Москве, она совсем не знала светской жизни, но была в полном смысле гранд дамой; она много читала на трёх языках и следила за всеми новостями в политике и литературе. Разговор её был тонок и занимателен, она горячо интересовалась всякой современностью… Сама была маленького роста и в молодости очень миловидная». Все дети Шереметевых, говорили нараспев, картавили и тянули слова, это была их семейная особенность. У них были выразительные карие глаза и цвет лица необыкновенно смуглый, как у азиатов:
- Варвара (1832—1885), супруга графа Владимира Ивановича Мусина-Пушкина (1830—1886).
- Василий (1834—1884), егермейстер, женат на Наталье Афанасьевне Столыпиной (1834—1905).
- Сергей (1836—1896), наказной атаман Кубанского казачьего войска; женат на княжне Евдокии Борисовне Голицыной (1848—1910).
- Надежда (1838—1840).
- Екатерина (ум. 15 мая 1841 младенцем[5]).
- Софья (1842—1871), с 1859 года супруга графа Алексея Васильевича Бобринского (1831—1888).
- Пётр (23.12.1845—25.10.1863[6]), умер в Берлине от болезни печени.
- Владимир (1847—1893), генерал-майор свиты; с 1879 года женат на графине Елене Григорьевне Строгановой (1861—1908), дочери великой княжны Марии Николаевны.
- Анна (19.08.1849[7]—1916), фрейлина двора (23.04.1877), не выйдя замуж, посвятила всю своею жизнь матери. По словам племянника, была выдающейся физической силы, любила всякие  игры, физический труд, хорошо правила тройкой и неустанно молилась, не пропуская ни заутренней, ни обедни и соблюдала все постные дни.
- Борис (9.06.1852—28.07.1853[5])

Дети
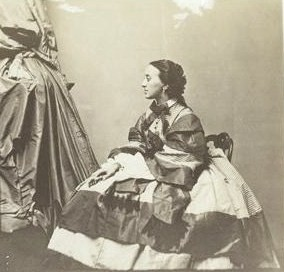
Варвара Алексеевна
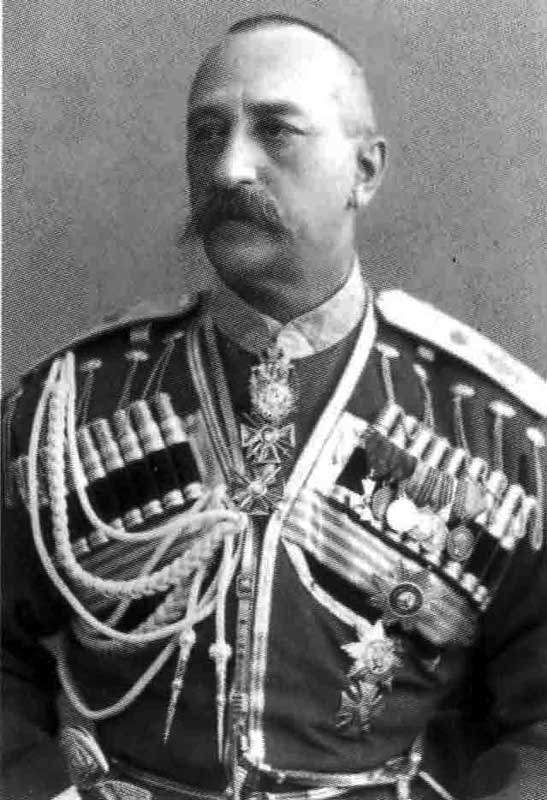
Сергей Алексеевич
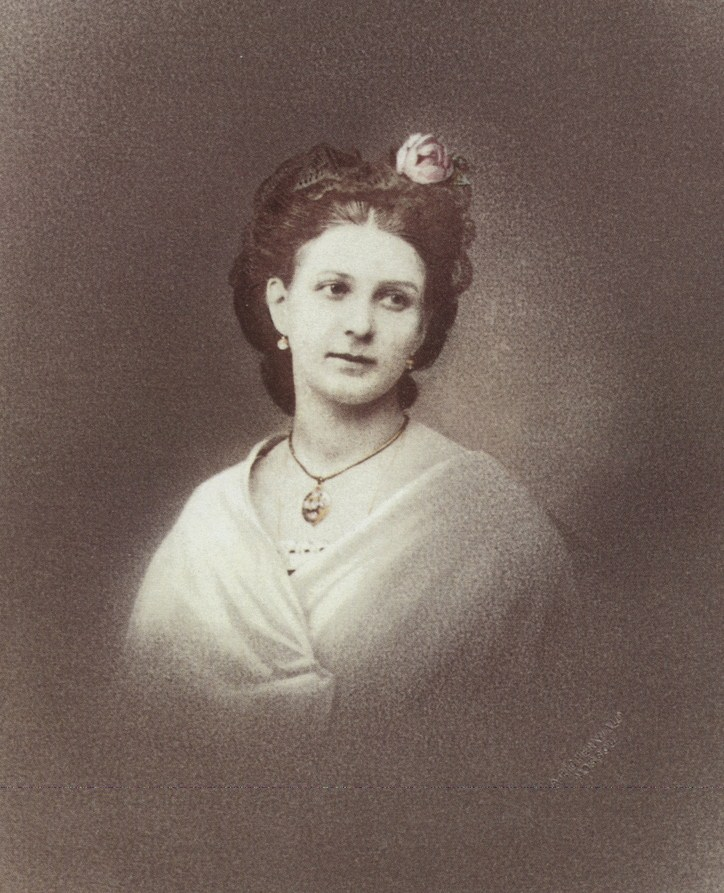
Софья Алексеевна
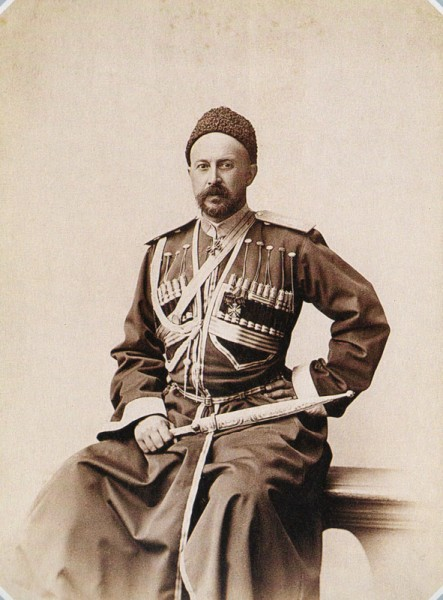
Владимир Алексеевич
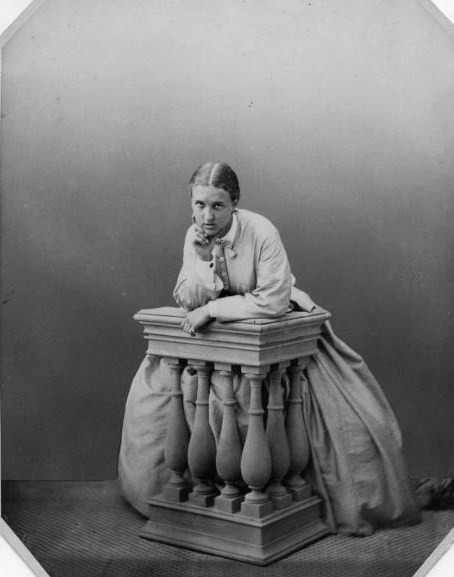
Анна Алексеевна

## Отношения с поэтами

### Тютчев
Насилу добрый гений твой,

Мой брат по крови и по лени,

Увел тебя под кров родной

От всех маневров и учений,

Казарм, тревог и заточений,

От жизни мирно-боевой.

В кругу своих, в халате, дома,

И с службой согласив покой,

Ты праздный меч повесил свой

В саду героя-агронома…

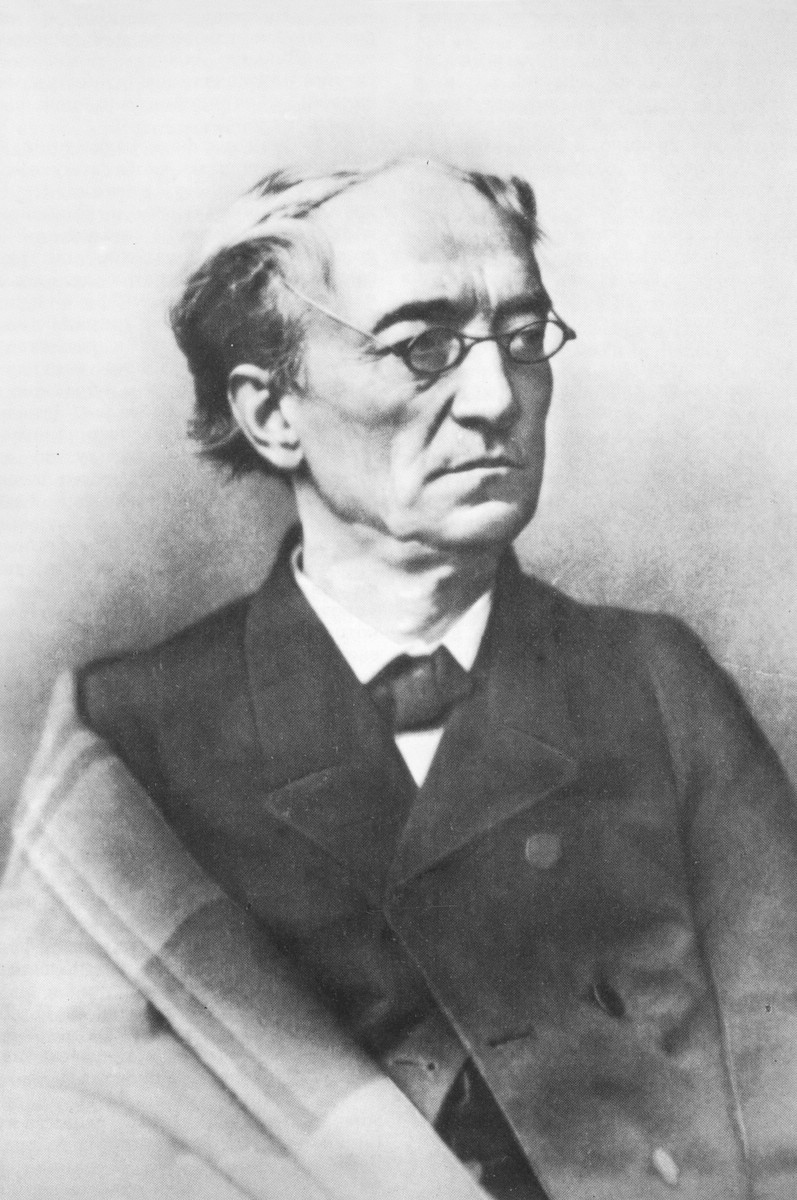

Алексей Васильевич был близок со своим кузеном Фёдором Тютчевым. Осенью 1829 года Шереметев навестил его, бывшего тогда внештатным атташе Российской дипломатической миссии. В письме к своей тётке Тютчев писал:

Я полагаю, что Ал<ексей> Васильевич теперь с вами, и от всего сердца, любезнейшая тетушка, поздравляю вас с его приездом. Благодаря этим шести неделям, что он провел с нами, легко вообразить, как утешительно должно быть для вас его присутствие. Прошу вас покорнейше ещё раз поблагодарить его за всю им оказанную нам дружбу. Не говоря о себе, он оставил в Минхене искренно-преданных ему друзей. Не проходит дня, чтобы речь не шла о нём, и в первые дни по его отъезде он точно такую оставил пустоту у нас в доме, как бы несколько лет сряду жил с нами вместе. Кто его знает, тому сие покажется весьма естественно. С его редкими душевными свойствами, с его прекраснейшим характером ему везде легко будет найти искреннюю сердечную приязнь и оставить по себе добрую любезную память.
Результатом стало стихотворение Тютчева — «Послание к А. В. Шереметеву».

### Пушкин
Алексей Васильевич был любителем поэзии и, по некоторым данным, сам писал стихи, был знаком с А. С. Пушкиным. Внук Шереметева, граф Владимир Мусин-Пушкин писал о деде: 

Сношения с декабристами, близкими к Пушкину, и общая дружба с Пушкиным, вероятно, были причиной его приятельских отношений с поэтом, о чём я не раз слышал от моей покойной матери гр. В. А. Мусин-Пушкиной, рожд. Шереметевой. Так, помню рассказ о том, что Пушкин поцеловал раз деда в лоб в благодарность за удачно подобранную рифму, которая ему долго не давалась. К деду же Пушкин в шутку относил стих из «Братьев-разбойников»… «и с ленью праздной везде кочующий цыган». Сравнение с цыганом вероятно вызвал его смуглый облик, а о лени говорит и другой известный поэт — двоюродный брат его, Ф. И. Тютчев в посвященном деду послании…
Алексей Васильевич составил тетрадь из стихов, принадлежавших перу Пушкина, Ф. И. Тютчева, С. Е. Раича, А. Д. Илличевского, барона А. А. Дельвига, Д. В. Давыдова, князя П. А. Вяземского, графа Ф. И. Толстого и неизвестных авторов. Тетрадь уцелела не полностью, лишь девятнадцать целых листов и четыре обрывка, содержащие сорок одно стихотворение полностью (в сорока двух копиях) и двенадцать в отрывках. Из них пушкинских двадцать семь полностью и шесть в отрывках. В настоящее время она хранится в Пушкинском Доме.